# DNA-Zytometrie
DNA-Zytometrie ist eine Methode zur Frühdiagnose bösartiger Tumoren durch Messung des Gehaltes an Erbsubstanz (DNA) in ihren Zellen. Daneben kann das Verfahren auch zur Bestimmung der Bösartigkeit (Malignität) einiger Tumoren eingesetzt werden. Biologische Grundlage ist die Tatsache, dass die meisten bösartigen Tumoren Störungen der Zahl ihrer Chromosomen pro Zellkern aufweisen (chromosomale Aneuploidie). Je bösartiger ein Tumor ist, desto ausgeprägter sind in der Regel diese Chromosomenaberrationen. Die Messung des DNA-Gehaltes geschieht z. B. mittels digitaler Bildanalyse im rechnergekoppelten Lichtmikroskop durch Bestimmung der optischen Dichte und Größe der Zellkerne nach spezifischer Anfärbung ihrer DNA (Bildzytometrie). Als Untersuchungsmaterialien kommen sowohl Zell- als auch Gewebeproben infrage. Alternativ kann der DNA-Gehalt von Zellen nach Anfärbung mit Fluoreszenzfarbstoffen auch in Flüssigkeiten gemessen werden (Durchflusszytometrie).
Anwendungsbeispiele sind die Früherkennung von Gebärmutterhals- oder Mundhöhlenkrebs an Schleimhaut-Abstrichen oder die Bestimmung des Grades der Bösartigkeit von Karzinomen der Prostata.